# Ulrich von Brockdorff-Rantzau
Ulrich von Brockdorff-Rantzau (29. maj 1869 i Slesvig – 8. september 1928 i Berlin) var en tysk greve og diplomat, der var den første udenrigsminister i Weimarrepublikken og Tysklands ambassadør i USSR i størstedelen af 1920'erne.
von Brockdorff-Rantzau studerede jura i Neuchâtel og Freiburg im Breisgau og blev dr.jur. i 1891. Han gjorde frem til 1893 tjeneste i den preussiske hær, hvor han fik rang af sekondløjtnant. Efter sin morfar arvede han godset Annettenhöhe tæt ved Slesvig by. Han indtrådte derefter i udenrigstjenesten og var fra 1897 til 1901 sekretær ved Tysklands ambassade i Skt. Petersborg. I 1901 blev han forflyttet til Wien, og fra 1909 til 1912 var han tilknyttet generalkonsulatet i Budapest for til sidst at blive ambassadør til Danmark i 1912. I denne periode havde han nære forbindelser til udenrigsminister Erik Scavenius, hvilket var af stor betydning for Danmarks bestræbelser for at føre neutralitetspolitik under krigen. Som ambassadør foretog han jævnligt indberetninger til Auswärtiges Amt om de politiske forhold i Danmark. Han vendte i 1918 hjem og blev udenrigsminister i Tysklands første SPD-ledede regering under Philipp Scheidemann, men sad dog kun frem til 1919. Politisk var han patriot og havde en stærk nationalfølelse.